# Nagyecsed
Nagyecsed is een plaats (város) en gemeente in het Hongaarse comitaat Szabolcs-Szatmár-Bereg. Nagyecsed telt 6706 inwoners (2005).